# وعل
الوَعْل أو تَيْس الجَبَل  هما اسمان شائعان لعديد من الأنواع التي تنتمي إلى جنس الوعل (الذي يضم أيضًا الماعز الأهلي)؛ يتميز الذكور منها بالقرون الكبيرة المنحنية المنقوشة، وللإناث قرون قصيرة مثل التي في الماعز الأهلي. يستوطن الوعل أوراسيا وشمال إفريقيا وشرق إفريقيا. يراوح ارتفاعه من 0.69 إلى 1.09 متر ويراوح وزنه من 91 إلى 120 كيلوغرام، يمكن أن يعيش إلى 20 عامًا.